# Tibradden Cairn

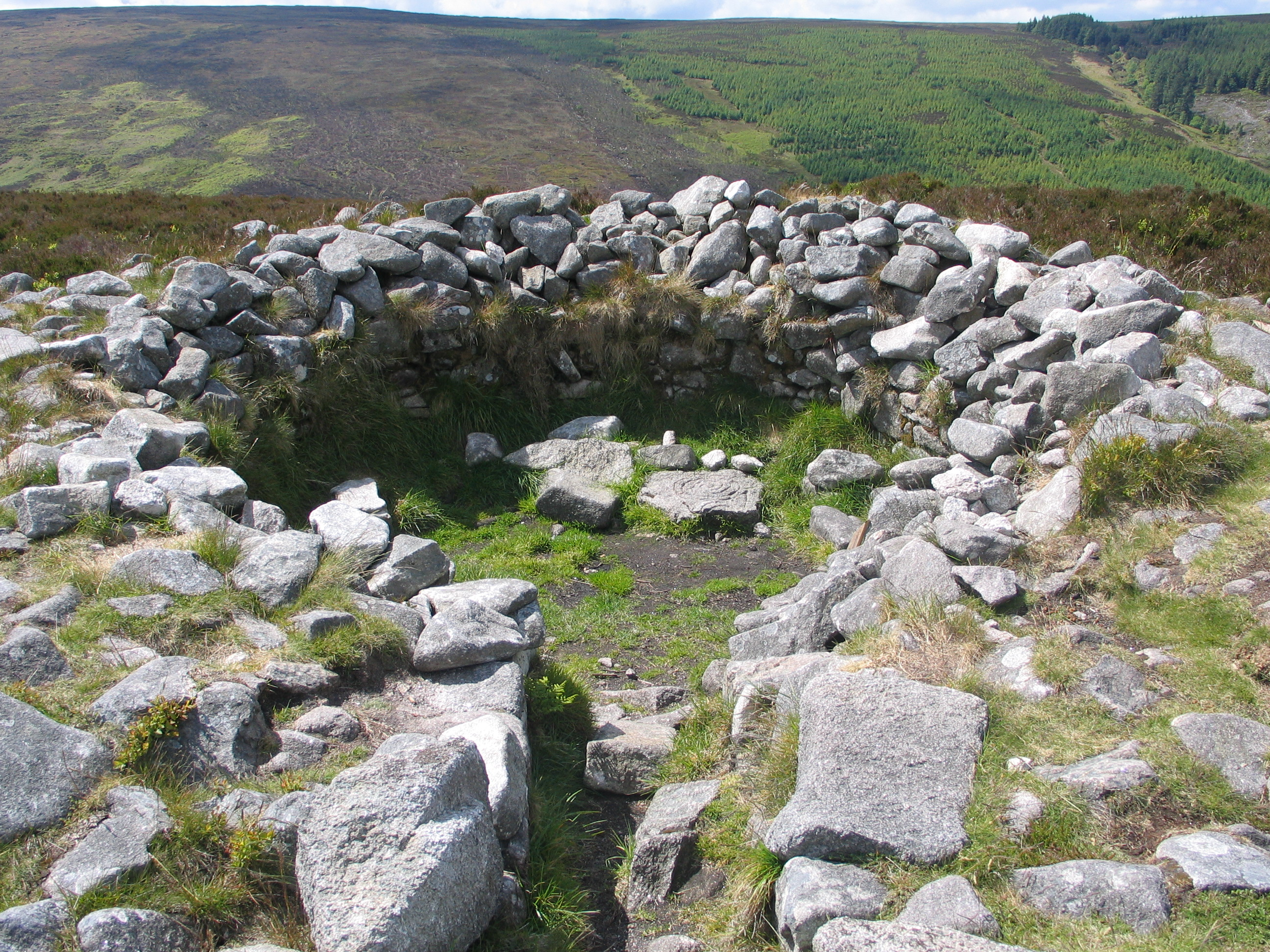
Der Cairn

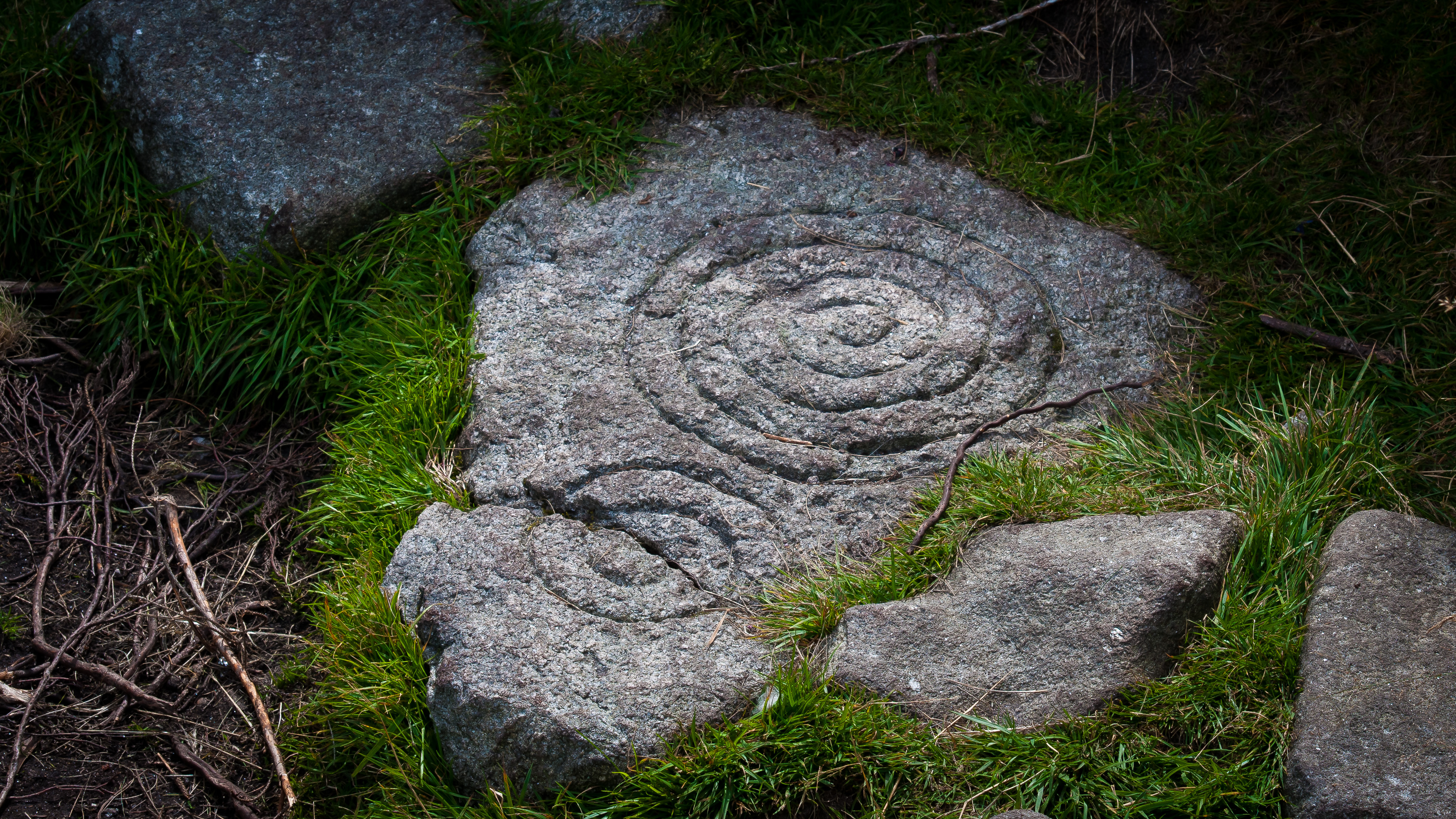
Der Spiralstein

Der Tibradden Cairn (auch Bradden's Grave genannt) ist ein prähistorischer Cairn, den die lokale Folklore mit dem irischen König Niall Glúndub mac Áedo († 919) verbindet. Er liegt nahe dem Gipfel des 467 m hohen Tibradden Mountain (irisch Sliabh Thigh Bródáin, „der Berg des Hauses des Bródán“). Der Berg befindet sich 7,7 km südöstlich von Tallaght im County Dublin in Irland.
In seiner heutigen Form besteht der Cairn aus einem runden offenen Trichter von etwa 3,0 m Durchmesser im Zentrum eines Steinhügels mit einem schmalen Gang ins Zentrum. Lange glaubte man, dass das bereits 1849 ausgegrabene Denkmal ein Ganggrab sei. Darauf bezieht sich auch der Autor Robert Graves (1895–1985) in seinem poetisch-mythologischen Werk: „The White Goddess“ (von 1948). Bei Erhaltungsarbeiten im Jahr 1956 zeigte sich jedoch, dass die Kammer und der Gang nicht original waren und wahrscheinlich erst 1849 zum Zeitpunkt der ursprünglichen Ausgrabung entstanden.
Heute gilt das Denkmal als Cairn mit einer Steinkiste. 1849 wurden in der abgeräumten Steinkiste ein Tongefäß und Leichenbrand gefunden, die sich jetzt im National Museum of Ireland in Dublin befinden.
In der Kammer liegt ein Stein mit Spiralmustern, der von einem unbekannten Ort hierher verbracht wurde.